# El juego de Ender (película)
El juego de Ender (título original en inglés: Ender's Game) es una película estadounidense del 2013 de ciencia ficción basada en la novela homónima de Orson Scott Card. Está dirigida y escrita por Gavin Hood y los actores principales son Asa Butterfield ―en el papel de Andrew Ender Wiggin, un chico con talento inusual enviado a una avanzada escuela militar en el espacio para prepararse en la lucha contra las invasiones alienígenas―, Harrison Ford, Ben Kingsley, Hailee Steinfeld, Viola Davis, Abigail Breslin, Moisés Arias y Nonso Anozie.
En noviembre de 2010, Card aseguró que el guion de la película fusionaría dos novelas: El juego de Ender y su novela paralela, La sombra de Ender, centrándose en los aspectos importantes de cada una.

## Argumento
Hace cincuenta años, una especie alienígena llamada "insectores" ataca a la Tierra, matando a millones de personas, pero la invasión es detenida por un comandante (Mazer Rackham) quien embiste su avión en una nave alienígena, parando así al resto de la flota invasora.
En respuesta al ataque, la Humanidad entrena a los niños superdotados para ser comandantes. El cadete Andrew "Ender" Wiggin llama la atención del Coronel Hyrum Graff y de la Mayor Gwen Anderson al derrotar de forma brillante a uno de sus compañeros de clase (Stilson) en una simulación de batalla espacial. Para ponerlo a prueba, Graff y Anderson le quitan el monitor de Ender, significando su expulsión del programa. Stilson, avergonzado por la derrota, ataca a Ender pero éste lo deja severamente golpeado. En casa, Ender le confiesa su dolor por sus acciones a su hermana Valentine y se enfrenta a su hermano mayor, Peter, en una pelea en la que casi le asfixia. Posteriormente, Graff y Anderson visitan la casa de los Wiggins y le ofrecen a Ender un lugar en la Escuela de Batalla.
Ender se une a los otros "novatos" en la Escuela de Batalla. Se les muestra su alojamiento, las clases, y una esfera de cristal grande llamada "La Sala de Batalla". Aunque inicialmente Ender se menosprecia a sí mismo, él se gana el respeto de sus compañeros cuando pone a prueba la autoridad de los comandantes. En su tiempo libre, Ender tiene un programa "Mind Game", donde a su personaje se le presenta un escenario sin salida. Frustrado, decide matar al presentador del dilema, algo que la Mayor Anderson nunca había visto antes en un estudiante.
Ender es transferido a la Escuadra Salamandra, dirigida por el Comandante Bonzo Madrid. A Bonzo no le gusta Ender, y al verlo como una amenaza a su liderazgo, le ordena no entrenar, pero Ender le convence de lo contrario. Su compañera de equipo Petra Arkanian toma a Ender bajo su tutela, dándole clases de disparo y entrenamiento en su tiempo libre. En su primera batalla, Bonzo le ordena a Ender solo observar, pero Ender ve una debilidad en la configuración del enemigo y, con la ayuda de Petra, lanza un ataque sorpresa obteniendo así la victoria.
Ender sigue el juego de la mente, donde se encuentra con un insector. A continuación sigue una versión animada de su hermana Valentine que se dirige a un castillo derrumbado, donde él lucha con una serpiente, pero luego ve a Peter. Graff le da a Ender el mando de la Escuadra Dragón, un subestimado grupo de cadetes. A medida que la Escuadra Dragón sube sus calificaciones en la escuela, los involucran en una batalla contra dos escuadras a la vez, incluyendo la escuadra Salamandra de Bonzo. Aunque están en una grave desventaja, Ender idea una estrategia para la victoria. Después, Bonzo desafía Ender a una pelea en las duchas, pero Ender gana y Bonzo se lesiona de gravedad. Ender renuncia y regresa a la Tierra, pero Graff convence a Valentine para traerlo de vuelta.
En lugar de regresar a la Escuela de Batalla, Ender y Graff se dirigen a una base de antelación establecida en una colonia de insectores cerca de su planeta de origen. Ender se reúne con Mazer Rackham, quién le explica lo que realmente sucedió ese día heroico en que detuvo la invasión y las vulnerabilidades de los insectores. Ender se reúne con algunos de sus compañeros de la Escuela de Batalla, que han tomado posiciones al mando de la flota. Petra controla el dispositivo Molecular, un arma que puede desintegrar la materia. Juntos participan en escenarios de batalla creados por Mazer. En la prueba final de la graduación, se les presenta una simulación del planeta de los insectores. Al principio, los insectores no atacan, pero con el tiempo forman un enjambre cuando Ender elimina una parte de sus fuerzas, al verse amenazado Ender decide enfocar todas sus naves de ataque en la defensa del Cañón molecular, pero también deja desprotegida a toda su flota. Ender le permite a Petra un tiro con el dispositivo, eliminando a los insectores. Después de que Ender celebra con su equipo, Graff revela que la simulación final fue la verdadera batalla y que Ender ha destruido el planeta natal de los insectores. Él le dice a Ender que será recordado como un héroe, pero Ender dice que él será recordado como un asesino pues aniquiló a toda una especie y dejó que muchos soldados de su flota murieran, y afirma que si hubiera sabido que era una situación real no hubiera arriesgado tantas vidas.
Ender se da cuenta de que los insectores trataron de comunicarse con él en el juego de la mente, y se lanza a una colina parecida a la que había visto en el juego. En el interior, se encuentra una reina insectora a punto de morir con un solo huevo de reina restante. En una carta a Valentine, Ender menciona que se dirige al espacio profundo con el huevo, determinado a colonizar un nuevo mundo insector con él.

## Reparto
- Asa Butterfield como Ender Wiggin.[5][6][7]
- Harrison Ford como el coronel Hyrum Graff.[8][9]
- Abigail Breslin como Valentine Wiggin, la hermana de Ender.[8][10]
- Kathryn Newton como Perry Olser.[10]
- Hailee Steinfeld como Petra Arkanian.[10]
- Aramis Knight como Bean.[8]
- Moisés Arias como Bonzo Madrid, el malvado jefe de Ender.[8]
- Jimmy Pinchak como Peter Wiggin, el hermano mayor de Ender.[8]
- Suraj Parthasarathy como Alai, estudiante musulmán.[8]
- Conor Carroll como Bernard, un niño estudiante originalmente enemigo de Ender.[8]
- Khylin Rhambo como Dink Meeker.[8]
- Brandon Soo Hoo como Fly Molo; cuando se lastima un pie permite que Petra se una al ejército dragón como sustituta.[11]
- Ben Kingsley como Mazer Rackham.[11][9]
- Viola Davis como la mayor Gwen Anderson, una psicóloga que supervisa a los niños de la escuela de guerra.[12]
- Caleb J. Thaggard como Stilson.[13][14]
- Stevie Ray Dallimore como John Paul Wiggin, el padre de Ender.[15]
- Andrea Powell como Theresa Wiggin, la madre de Ender.[15]
- Nonso Anozie como el sargento Dap.[15]
- Cameron Gaskins como Pol Slattery, un estudiante miembro del ejército leopardo.
- Tony Mirrcandani como el almirante Chamrajnagar.
- Orson Scott Card como un piloto de nave de guerra.[16]
- Kyle Clements como el joven Mazer Rackham.
- Wendy Miklovic como una doctora.
- Jasmine Kaur como un profesor.
- Han Soto como el teniente Soto.
- Edrick Browne como el oficial Eros.
- Tony Mirrcandani como el almirante Chjamrajnagar.
- Christopher Coakley como un chaval.
- Chase Walker como un chaval.
- Gavin Hood como el gigante.
- Joseph Angelette como un miembro del Rat Army.
- Clayton Barth.
- Alex Bartz como Launchie, un cadete de Eros.
- Noëlle Renée Bercy como una miembro del equipo dragón.
- Maris Black como un soldado de la Rat Army.
- Blake Burt.
- Matt Cipro como un soldado.
- Cameron Fachman como Wallace, un cadete.
- Dawson Fletcher.
- Brandon Guttuso como Griffin, un cadete.
- Kelvin Harrison, Jr. como un miembro del equipo de salamandra.
- Jessica Harthcock.
- King Hoey como un cadete.
- Elton LeBlanc como el soldado retirado.
- Jacob Leinbach como Mick.
- Ty Parker como un miembro del equipo.
- Malik Peters como un miembro del equipo dragón.
- Giovanni Silva como el oficial Mihailov.
- Griffin Smith como un cadete.
- Hunter Stansberry como un miembro del equipo.
- Yung Swizz'Agg como Sammy.
- Joseph Uzzell como un médico.

## Producción

### Incubación
Desde la publicación de la novela El juego de Ender en 1985, Orson Scott Card nunca quiso vender los derechos de filmación o creación artística, actitud que justificó con la disconformidad creativa que surgió cuando, en los años 80 y 90, colaboró con estudios de Los Ángeles, sin llegar a ningún acuerdo en el guion. Con la creación de Fresco Pictures en 1996 por Orson Scott Card, él mismo decide escribir el guion.
En 1998, Orson Scott Card habla sobre el proceso de adaptación de la novela al guion. “La primera decisión que tomé fue no incluir la trama secundaria de Peter y Valentine en Internet, porque eso sería solo ver a gente escribir en el ordenador. La segunda fue que daría información sobre la sorpresa del final desde el principio. En mi guion todos sabemos quién es realmente Mazer Rackham y también qué provoca Ender ganando sus juegos. Sin embargo, Ender no lo sabe, por lo que creo que el suspense en realidad se aumenta porque el público entiende que se tiene que salvar el mundo y que todo depende del niño sin que haga falta que entiendan lo anterior. A todos nos importa más que gane, pero nos preocupa que a lo mejor él no quiera hacerlo. Cuando vemos a los adultos peleándose por controlar a Ender, nos apenamos de él por lo que le está sucediendo, pero aun así, queremos que ganen los adultos. Creo que con esto la película sería más compleja y fascinante que si hubiera intentado guardar secretos”
Card envió un guion a Warner Bros. en 2003, año en el cual David Benioff y D.B. Weiss fueron contratados para escribir un nuevo guion bajo la supervisión del entonces nombrado director Wolfgang Petersen. Cuatro años más tarde, Card escribió un nuevo guion sin basarse en ninguno anterior, ni siquiera en el suyo propio.
Card anunció en febrero de 2009 que había terminado un guion para Odd Lot Entertainment y que ya habían empezado a reunir al equipo de producción. En septiembre de 2010 se hizo público que Gavin Hood iba a trabajar en el proyecto, siendo guionista y director. El 28 de enero de 2011, se anunció que Roberto Orci y Alex Kurtzman producirían el trabajo y presentarían el guion a los inversores.
El 28 de abril de 2011, Summit Entertainment asumió la distribución de la película. junto con Digital Domain. Gavin Hood aceptó la dirección del film usando su propio guion adaptado y Donald McAlpine fue nombrado director artístico.
Los productores creativos son Roberto Orci y Alex Kurtzman, de K/O Paper Products, los financieros son Gigi Pritzker y Linda McDonough de Odd Lot Entertainment. Otros productores independientes son Lynn Hendee, Robert Chartoff y Card.

### Rodaje
El rodaje comenzó en Nueva Orleans el 27 de febrero de 2012. La película está prevista para su lanzamiento el 1 de noviembre de 2013.
En mayo de 2012, Orson Scott Card visitó el set de rodaje y grabó un cameo de voz en el que interpretaba a un piloto que anunciaba algo a sus pasajeros. Card felicitó las actuaciones de Ford y Butterfield, que estaban rodando una escena escrita por Gavin Hood. Card añadió que “muy pocas” de las escenas de la película aparecían en la novela, pero estaba a gusto con las libertades que ofrecía el material original. “Mi libro ya está presente en la mente de cada lector. Esta es la película de Gavin Hood, por lo que suyas fueron las palabras y suya fue la escena.

### Posproducción
Durante la posproducción, la compañía de efectos especiales que trabajaba en la película, Digital Domain, entró en bancarrota.
Finalmente Summit Entertainment, a través de Lionsgate, estrenó la película en Estados Unidos, como previsto, el 1 de noviembre de 2013.

## Controversia
En marzo de 2013, algunos colectivos LGBT y grupos favorables al matrimonio entre personas del mismo sexo han criticado la película debido a la abierta oposición de Card a las relaciones homosexuales y el matrimonio gay. Mark Umbach, experto en relaciones públicas, comenta que «en ciencia ficción hay una gran audiencia LGBT, y va a ser duro para esos seguidores separar los comentarios de Card de su trabajo». La revista cinematográfica The Hollywood Reporter comentó que la visión de Card podría suponer un problema para una película de 110 millones de dólares que cuenta con la participación de destacados actores.